# Uwajlin
Uwajlin (arab. عويلين) – wieś w Syrii, w muhafazie Aleppo. W 2004 roku liczyła 201 mieszkańców.